# 프라이미벌: 뉴 월드

프라이미벌: 뉴 월드(Primeval: New World)는 2012년 10월 29일부터 2013년 1월 19일까지 스페이스에서 방영된 SF 드라마로, 《프라이미벌》의 스핀오프 작품이다.